# John Mark Taylor
John Mark Taylor (n. 19 august 1941, Hampton in Arden⁠(d), Solihull⁠(d), Anglia, Regatul Unit – d. 28 mai 2017, Solihull, Anglia, Regatul Unit) a fost un om politic britanic, membru al Parlamentului European în perioada 1979-1984 din partea Regatului Unit.